# 阳高站
阳高站位于中华人民共和国山西省大同市阳高县城关镇，邮政编码038100，建于1911年，是京包铁路大张段的一个车站。离北京站317公里，离包头站507公里。距上行车站罗文皂站15公里，距下行车站周士庄站41公里。该站隶属太原局集团大同车务段。办理客运业务（旅客乘降，行李、包裹托运）和货运业务（办理整车、零担货物发到），为四等车站，本站及相邻上下行区间均为电气化区段。火车站距离县城约3公里。

## 车站设施
车站有2个客运候车月台，4条股道和一个候车室。

## 历史
阳高站始建于1911年京绥铁路修建时，当年正值辛亥革命爆发，京绥铁路修至阳高站后停工。 西延伸段于1913年重新开工建设。

## 周边
景点：
- 清王万邦墓，距火车站约5公里
- 古城堡汉墓群，距火车站约30公里。